# Danau Jaya
Danau Jaya is een bestuurslaag in het regentschap Ogan Komering Ulu Selatan van de provincie Zuid-Sumatra, Indonesië. Danau Jaya telt 2841 inwoners (volkstelling 2010).